# Saint-Martin (Québec)
Pour les articles homonymes, voir Saint-Martin.
Saint-Martin est une municipalité de paroisse du Québec située dans la MRC de Beauce-Sartigan dans la Chaudière-Appalaches.

## Toponymie
Saint-Martin est nommée en l'honneur de Martin de Tours. La Commission de toponymie du Québec ajoute : « Saint très populaire en France, dont le patronyme identifie là-bas pas moins de 485 villages et 3 667 paroisses, Martin de Tours (vers 316-397), évêque de Tours en 371, est vénéré comme le patron de la Beauce française. »

## Histoire
La Commission de toponymie poursuit : « Venus de la Touffe-de-Pins, qui allait devenir Notre-Dame-des-Pins, les premiers Martinois fondent la mission des Grandes-Coudées ou de la Grande-Coudée, appellation tirée d'un cours d'eau. La présence de longs méandres épousant la forme de grands coudes sur le cours d'eau où s'installent les premiers colons en 1860 a valu aux lieux cette dénomination originelle largement répandue dans la correspondance ecclésiastique du milieu du XIXe siècle. Par la suite, on met sur pied la paroisse de Saint-Martin-de-Tours ou Saint-Martin-de-la-Beauce, comme on la dénommait couramment, à compter de 1882. Érigée canoniquement en 1910 et civilement en 1911, elle allait donner son nom, sous une forme abrégée, à la municipalité de paroisse créée en 1912. »

### Chronologie
- 15 mai 1888 : Érection de la municipalité de Shenley, Dorset, Jersey et Marlow.
- 12 octobre 1911 : La municipalité de Shenley, Dorset, Jersey et Marlow devient la paroisse de Saint Martin.
- 15 mars 1969 : La paroisse de Saint Martin devient la paroisse de Saint-Martin.

## Géographie
La rivière Chaudière coule au centre de la municipalité du sud vers le nord. Les rivières Shenley et de la Grande Coudée confluent au sud sur la rive gauche de la rivière Chaudière. La rivière à la Truite conflue sur la rive droite de la rivière Chaudière à la limite sud-ouest de la municipalité.
La municipalité est traversée par les routes 204 et 269.

## Démographie
| 1881 | 1891 | 1901 | 1911  | 1921  | 1931  |
| ---- | ---- | ---- | ----- | ----- | ----- |
| 458  | 894  | 959  | 1 426 | 1 813 | 2 287 |

| 1941  | 1951  | 1956  | 1961  | 1966  | 1971  |
| ----- | ----- | ----- | ----- | ----- | ----- |
| 2 691 | 2 579 | 2 494 | 2 437 | 2 564 | 2 375 |

| 1976  | 1981  | 1986  | 1991  | 1996  | 2001  |
| ----- | ----- | ----- | ----- | ----- | ----- |
| 2 377 | 2 493 | 2 445 | 2 443 | 2 546 | 2 598 |

| 2006  | 2011  | 2016  | 2021  | - | - |
| ----- | ----- | ----- | ----- | - | - |
| 2 543 | 2 462 | 2 477 | 2 588 | - | - |

Le recensement de 2016 y dénombre 2 477 habitants, soit une diminution de 2,6 % par rapport à 2006 (2 543).

## Administration
Les élections municipales se font en bloc pour le maire et les six conseillers.
| Saint-Martin Maires depuis 2001                                                                                      |                  |         |          |
| Élection | Maire            | Qualité | Résultat |
| 2001 | Jean-Marc Paquet |         |          |
| 2005 | Jean-Marc Paquet | Voir    |          |
| 2009 | Jean-Marc Paquet | Voir    |          |
| 2013 | Jean-Marc Paquet | Voir    |          |
| 2017 | Éric Giguère     |         | Voir     |
| 2021 | Yvan Paré        |         | Voir     |
| Élection partielle en italique Depuis 2005, les élections sont simultanées dans toutes les municipalités québécoises |                  |         |          |

## Patrimoine
L'église de Saint-Martin a été érigée en 1902-1903. Représentative de l'architecture éclectique, elle est citée comme immeuble patrimonial depuis 2001. Construit en 1890, le presbytère adjacent est aussi cité pour ses valeurs architecturale et historique.

## Galerie

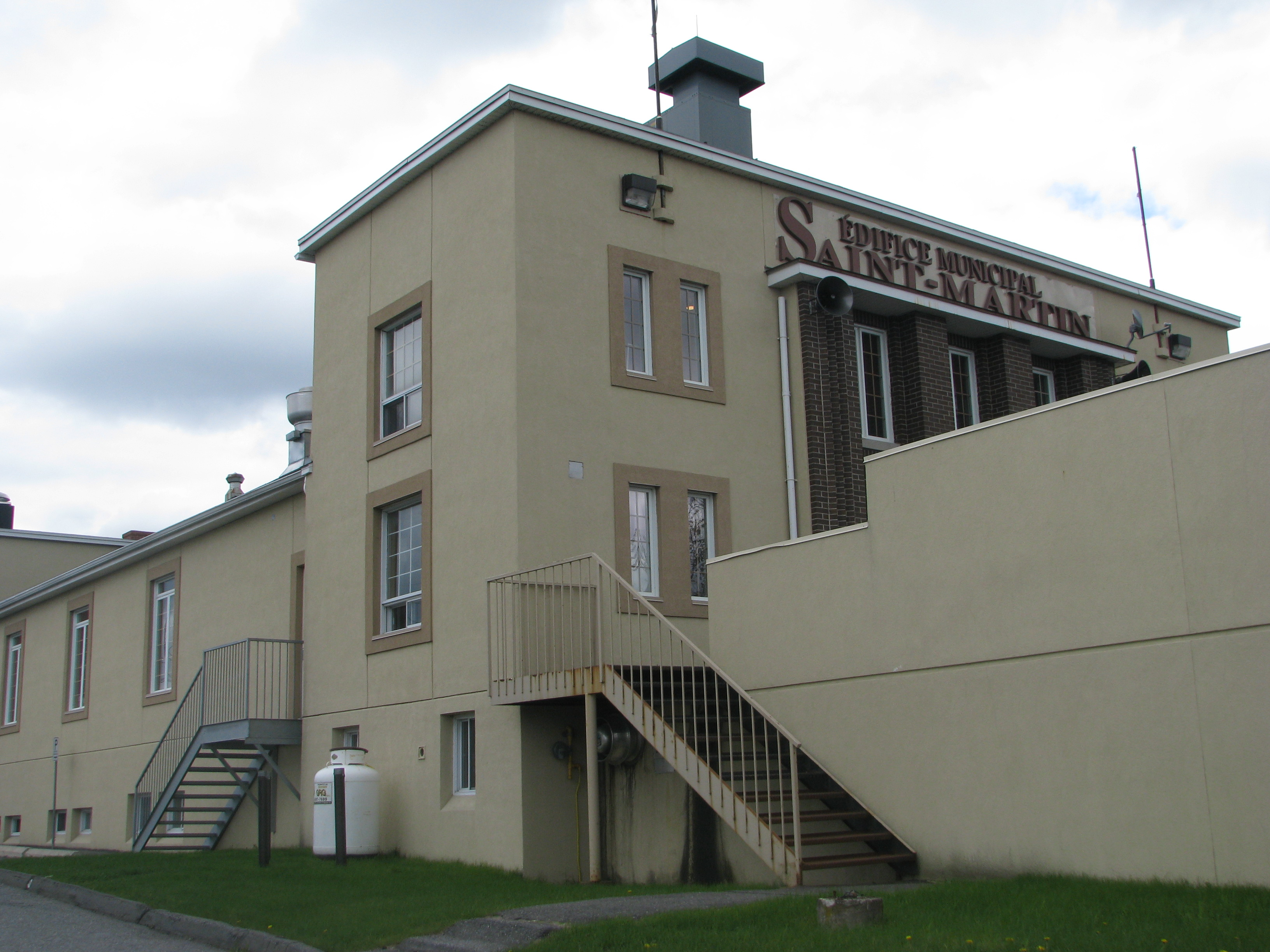
Édifice municipal
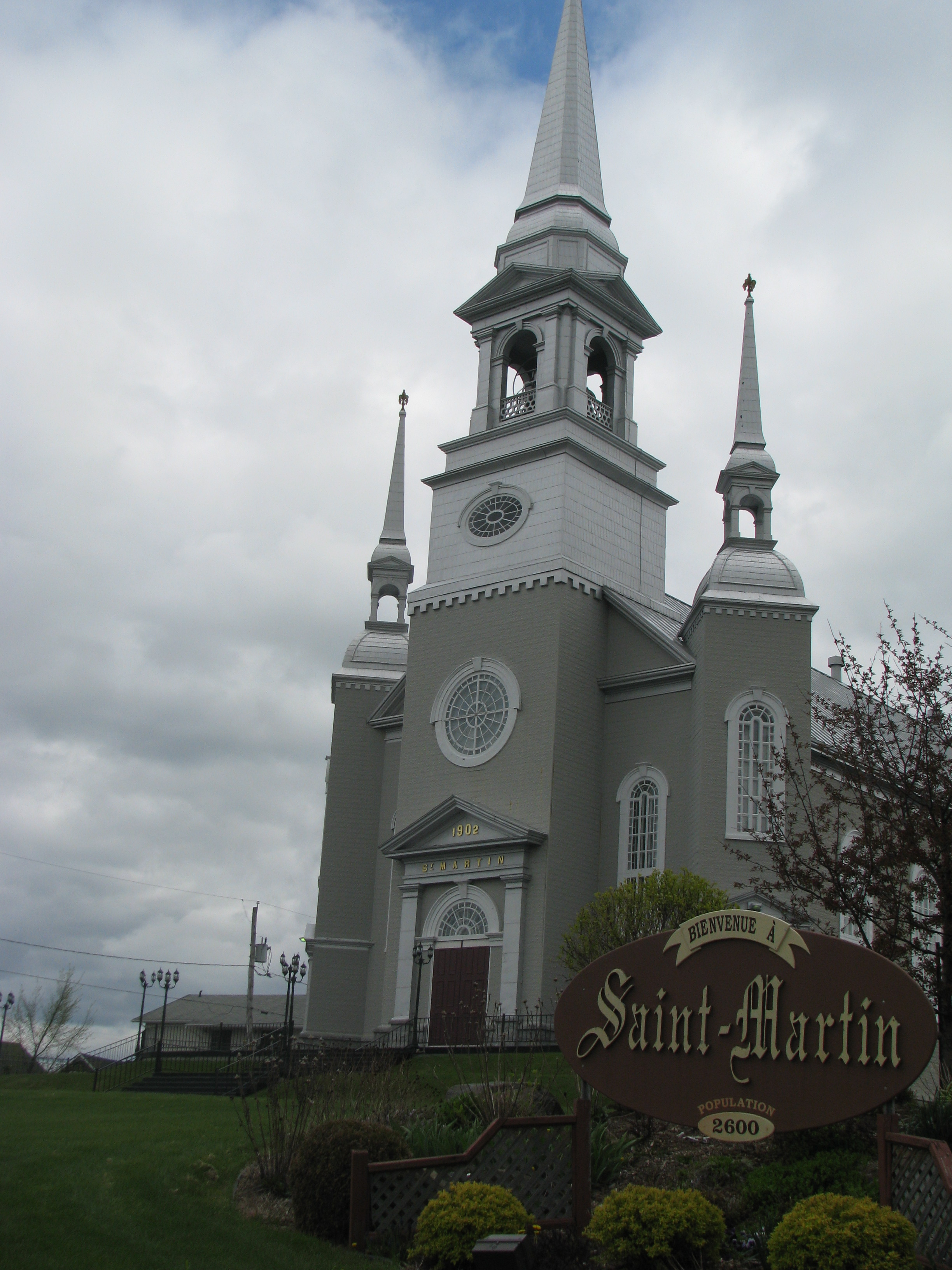
L'église de Saint-Martin
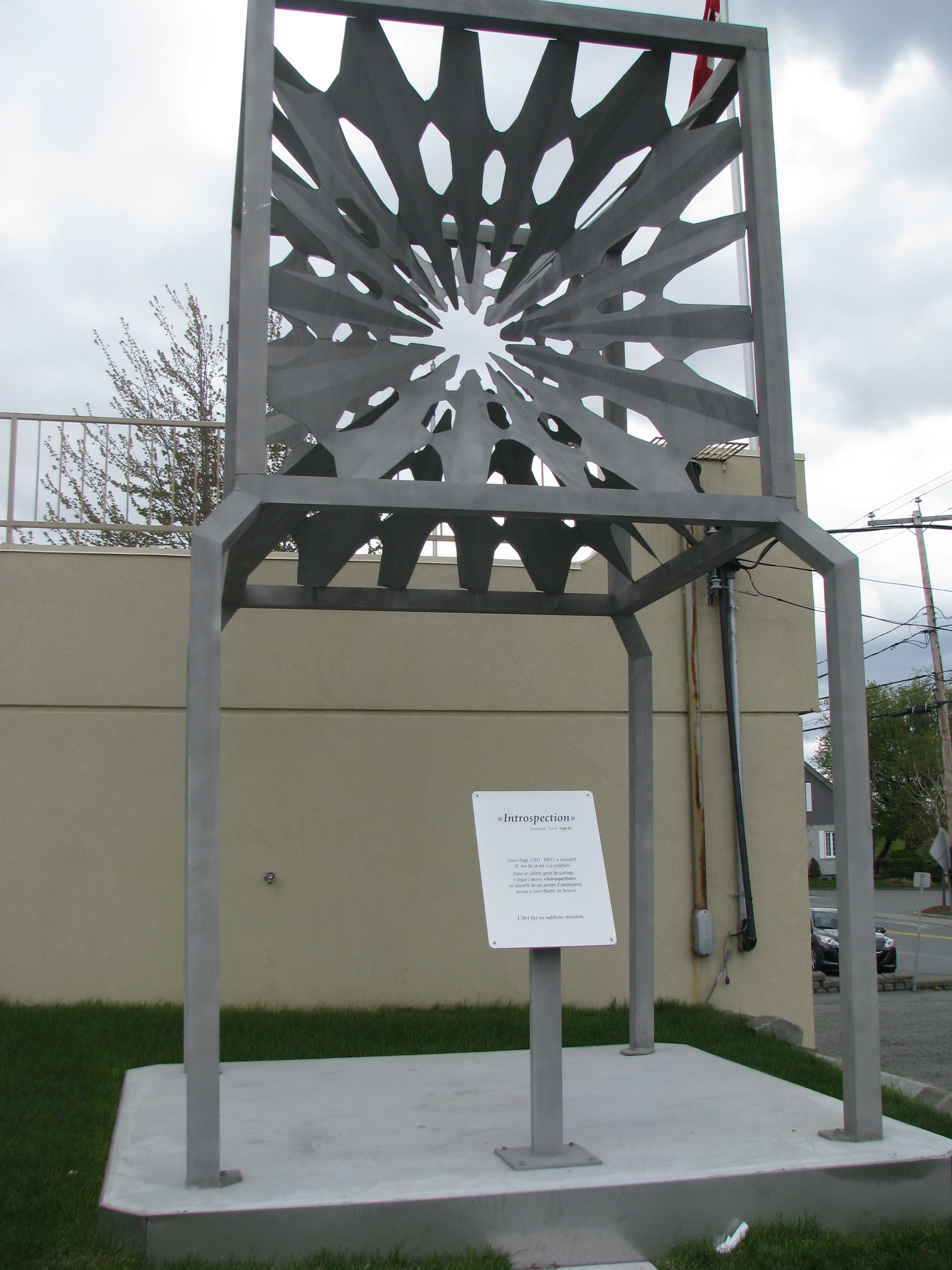
Introspection, œuvre de Lewis Pagé installée près de l'édifice municipal
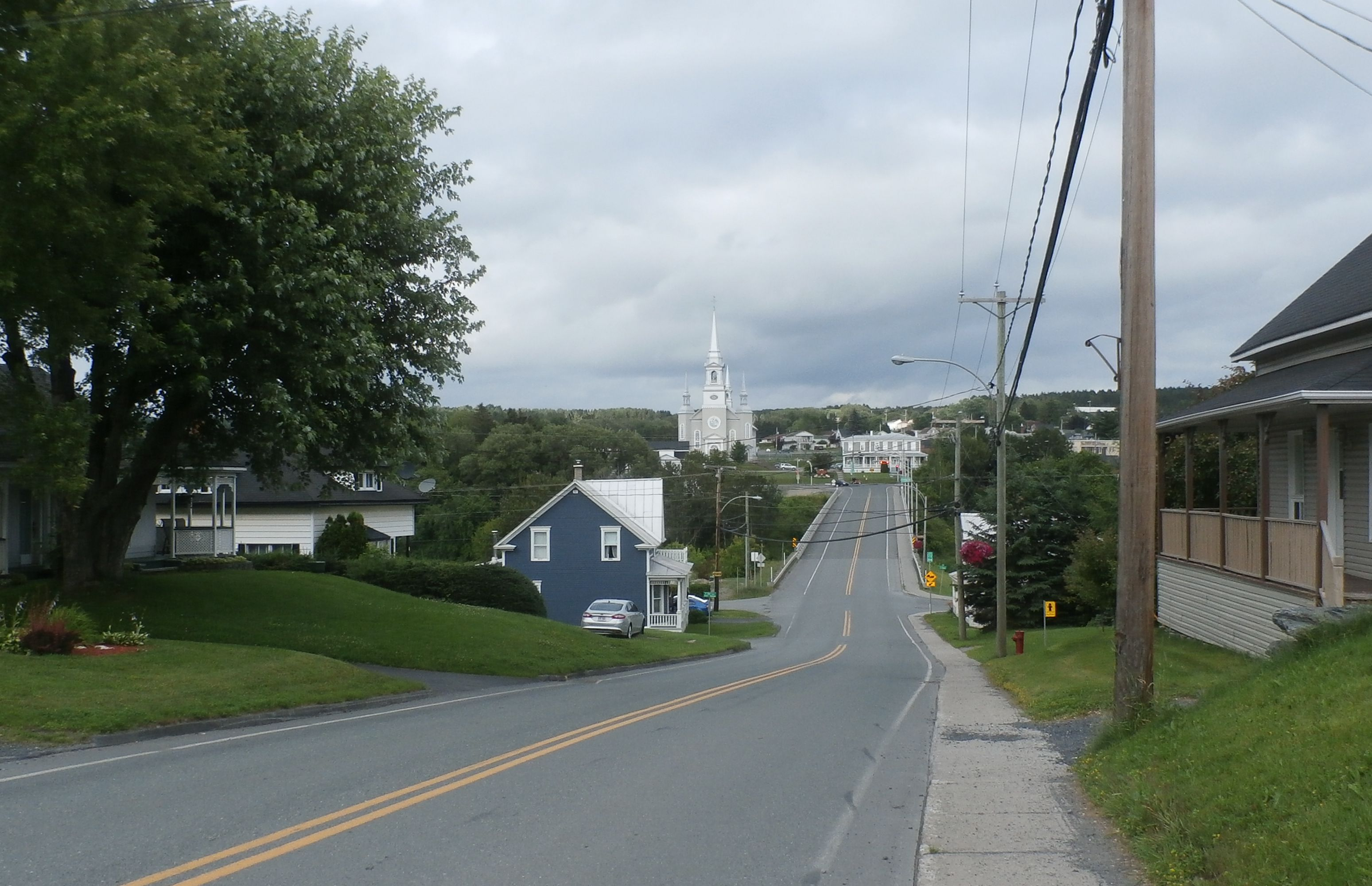
Saint-Martin venant de Saint-Honoré par la route 269.